# Hanoi
Hanoi is de hoofdstad van Vietnam, alsmede een zelfstandige gemeente met de status van een provincie. De stad heeft ca. 8 miljoen inwoners (2019) en is de op een na grootste stad van het land, na Ho Chi Minhstad. De stad ligt op de rechteroever van de Rode Rivier (Sông Hồng), ongeveer 60 kilometer van de monding van de rivier in de Golf van Tonkin.

## Etymologie
De naam Hanoi is in 1831 door keizer Minh Mạng aan de stad gegeven. Hà betekent rivier en nội betekent binnen. De letterlijke betekenis van Hanoi is dus binnen de rivier. De rivieren die worden bedoeld, zijn de Rode Rivier en de Nhuệ. De oude naam Tonkin betekent Oostelijke hoofdstad, evenals Tokio.

## Geschiedenis
Volgens vele bronnen is het gebied waar Hanoi nu ligt al bewoond sinds rond 3000 v.Chr. Een van de eerste nederzettingen was de Co Loa Citadel die is gesticht rond 200 v.Chr.
Hanoi werd in de 7e eeuw de hoofdstad van Vietnam. De oude Chinese naam Đông Kinh werd Tonkin en werd later door de Europeanen voor de hele regio gebruikt. In de 11e eeuw werd de stad Thang Long genoemd. In 1637 vestigde de VOC een factorij in Tonkin, met Carel Harsinck als hoofd. Deze vestiging was belangrijk voor de export van zijde naar Japan. Hanoi werd in 1873 door de Fransen ingenomen en werd na 1887 de hoofdstad van de Unie van Indochina.
Hanoi werd in 1940 na de capitulatie van Frankrijk door de Japanners bezet. De stad werd in 1945 bevrijd, waarna het de zetel werd van de regering gevormd door de Vietminh onder Hồ Chí Minh. Tussen 1946 en 1954 werden er in het gebied zware gevechten tussen de Vietminh en het Franse leger geleverd. Op 21 juli 1954, met de tekening van de Akkoorden van Genève, werd Hanoi de hoofdstad van het onafhankelijke Noord-Vietnam.
Tijdens de Vietnamoorlog (1955-1975) werd Hanoi door de Amerikanen zwaar gebombardeerd en vooral de infrastructuur, zoals bruggen en spoorlijnen, leed hier zwaar onder. Na het einde van de Vietnamoorlog werd Hanoi op 2 juli 1976 de officiële hoofdstad van de socialistische republiek Vietnam.

## Klimaat
De stad heeft een vochtig subtropisch klimaat met een vochtige zomer en droge koele winter. Ongeveer acht maanden per jaar is er neerslag, de andere vier maanden zijn droog. De gemiddelde neerslag is 1682 mm per jaar.
| Maand                                    | jan  | feb  | mrt  | apr  | mei  | jun  | jul  | aug  | sep  | okt  | nov  | dec  | Jaar  |
| ---------------------------------------- | ---- | ---- | ---- | ---- | ---- | ---- | ---- | ---- | ---- | ---- | ---- | ---- | ----- |
| Gemiddeld maximum (°C)                   | 19,9 | 20,5 | 23,1 | 27,5 | 31,9 | 33,0 | 32,7 | 32,1 | 31,0 | 28,8 | 25,6 | 20,5 | 27,4  |
| Gemiddeld minimum (°C)                   | 13,1 | 14,4 | 17,0 | 20,6 | 23,5 | 25,4 | 25,3 | 25,3 | 24,1 | 21,2 | 17,7 | 14,7 | 20,2  |
|                                          |      |      |      |      |      |      |      |      |      |      |      |      |       |
| Neerslag (mm)                            | 15   | 30   | 35   | 93   | 204  | 239  | 323  | 325  | 242  | 119  | 39   | 19   | 140,2 |
| Bron: Weer en klimaat Hanoi - Worldmeteo |      |      |      |      |      |      |      |      |      |      |      |      |       |

## Bestuurlijke indeling
Hanoi is een gemeente die op hetzelfde bestuursniveau ligt als de provincies van Vietnam. De gemeente heeft daarom dezelfde politieke organisatie als de provincies, met een volksraad en een volkscomité, als de belangrijkste bestuurlijke organen.
De stad is onderverdeeld in 29 districten, zie ook Lijst van administratieve eenheden in Hanoi.

## Bezienswaardigheden

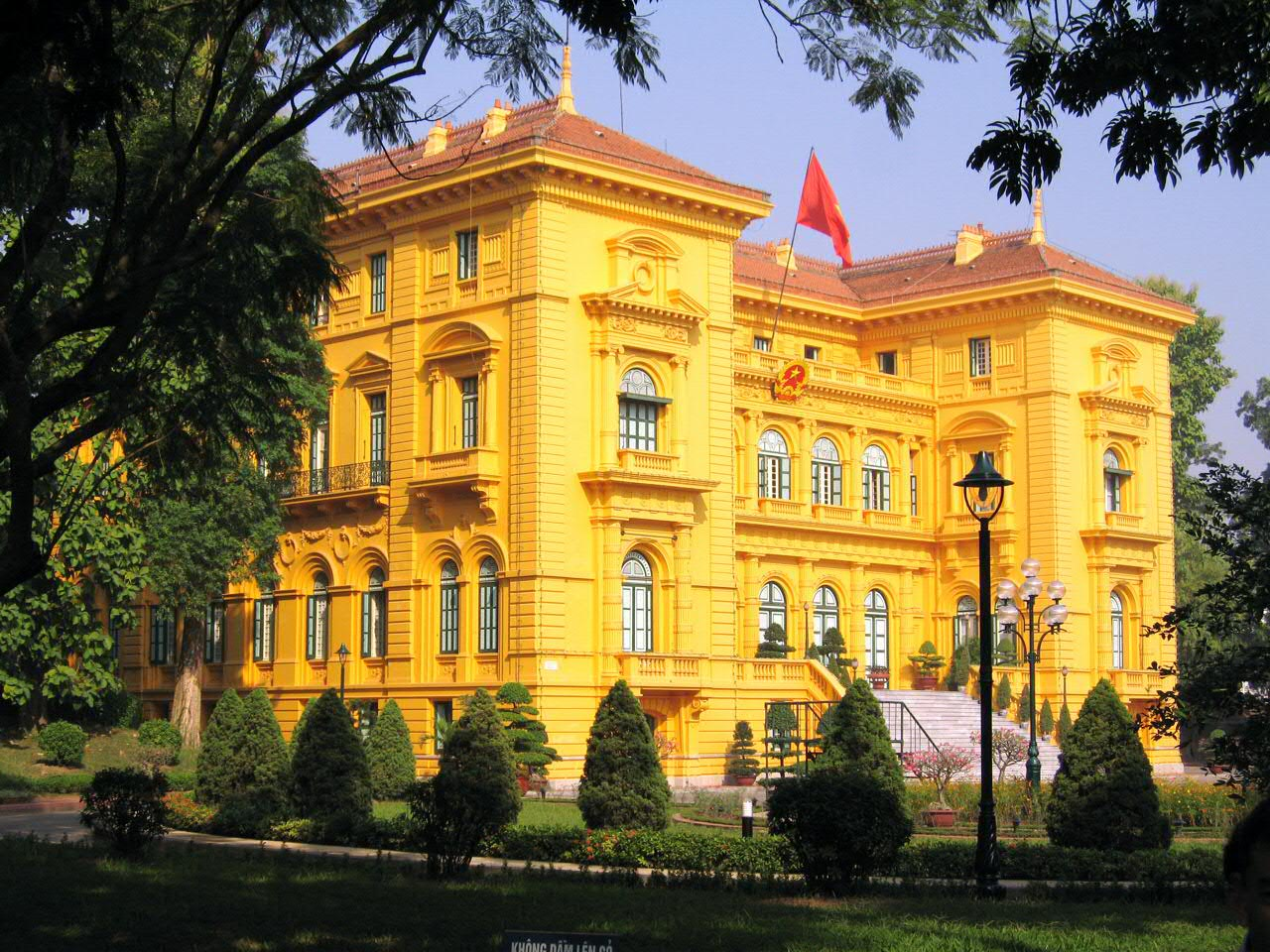
Het in Frans-koloniale stijl gebouwde presidentieel paleis

De meeste bezienswaardigheden zijn te vinden in de drie oude wijken.
- In de wijk Ba Đình is de regeringswijk. Hier is veel Frans-koloniale architectuur te vinden. Hier staan de keizerlijke stad van Thăng Long, het Mausoleum van Hồ Chí Minh, het presidentieel paleis en de Eenzuilige Pagode.
- De wijk Hoàn Kiếm is vernoemd naar het gelijknamige meer waar de wijk omheen ligt. Ook deze wijk kent vele bouwwerken uit de koloniale tijd en is ruimer opgezet. Het is het economisch hart van de stad en het zakencentrum. Het merendeel van de bezienswaardigheden bevindt zich hier. Zoals de opera van Hanoi, het Nationaal Museum voor Vietnamese Geschiedenis, het Sofitel Legend Metropole, en de kathedraal.
- De Oudste wijk is officieel onderdeel van Hoàn Kiếm. Hier liggen de smalle stegen en straten. De wijk wordt ook wel De 36 straten genoemd omdat een groot deel van de straten hier ooit volledig gericht was op de vervaardiging en verkoop van één product. Hier zijn ook de Đồng Xuânmarkt en de stadspoort te vinden.

Andere bezienswaardigheden zijn de Tempel van de literatuur, de 2,4 km lange Long Biênbrug (ontworpen door Gustave Eiffel) en de Keangnam Hanoi Landmark Tower (het hoogste gebouw van de stad).

## Cultuur

### Musea
Enkele musea zijn:
- Hanoi Centrum voor Eigentijdse Kunst
- Hanoi Hilton
- Hanoi Museum
- Ho Chi Minh Museum
- Nationaal Museum van de Vietnamese Geschiedenis
- Museum van Vietnamese Volkenkunde
- Museum van de Vietnamese Revolutie
- Vietnamees Nationaal Museum van Schone Kunsten
- Museum van de Vietnamese Volksluchtmacht

## Economie

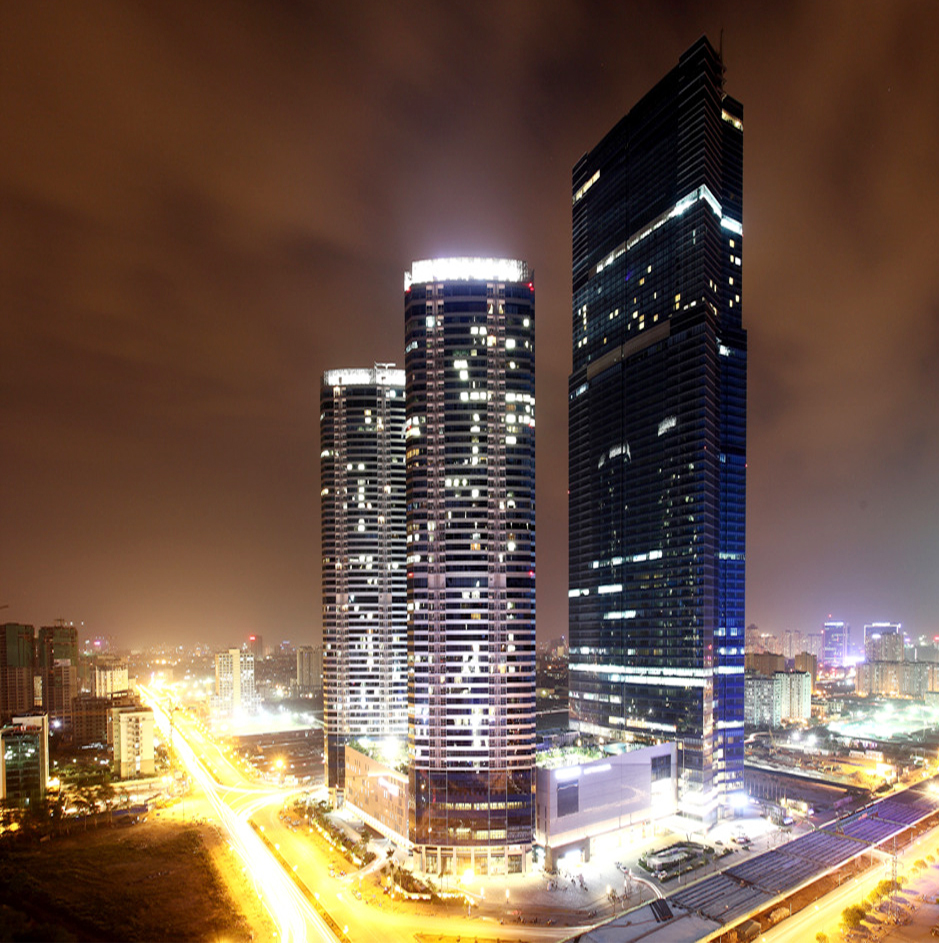
Keangnam Hanoi Landmark Tower

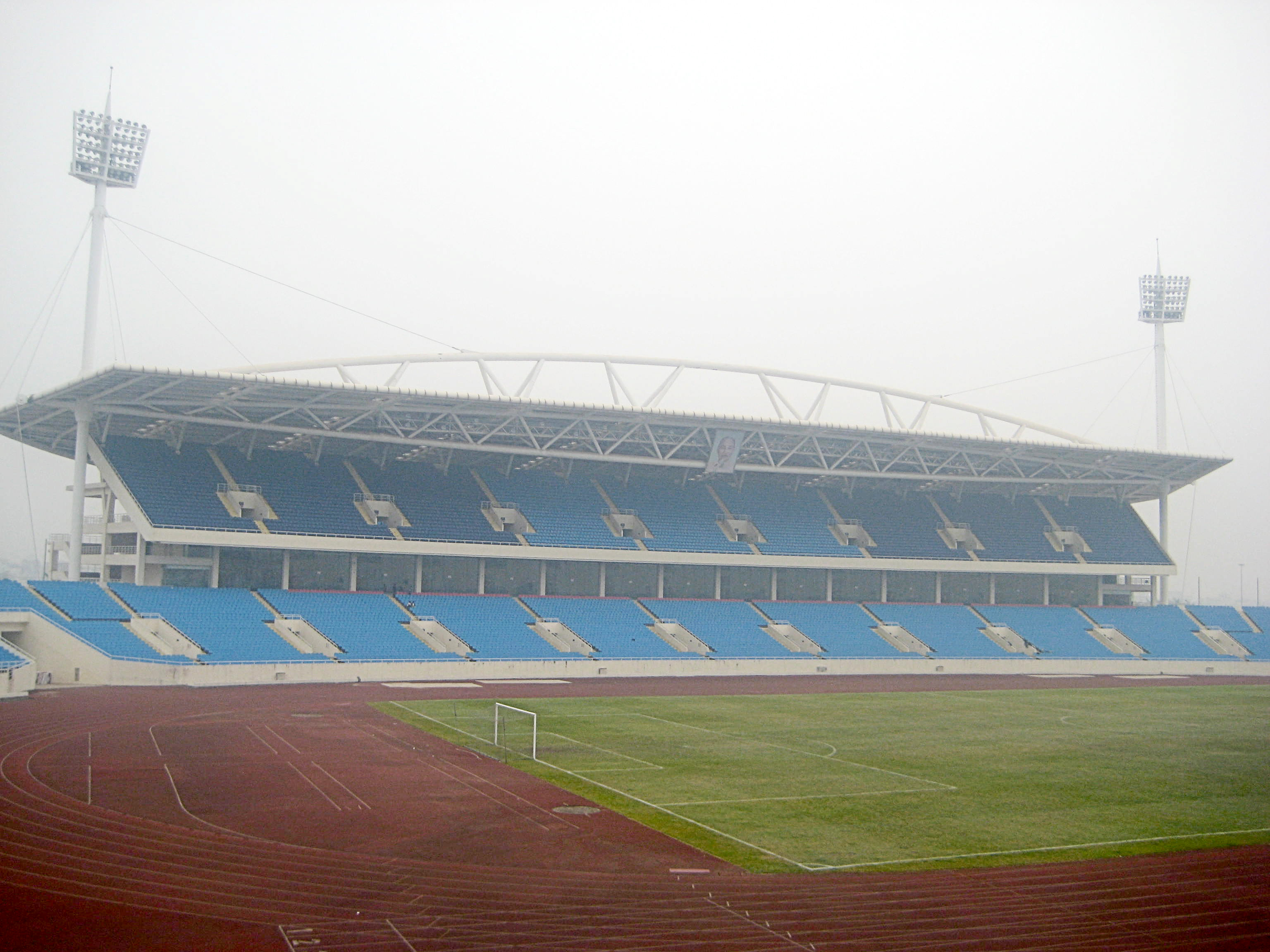
Mỹ Đình Nationaal Stadion

### Winkelen
Er zijn diverse winkelcentra zoals:
- Trang Tien Plaza, Hoan Kiem District
- Vincom City Towers, Ba Trieu Street, Hai Ba Trung District
- Ruby Plaza, 44 Le Ngoc Han Street, Hai Ba Trung District
- Parkson Department Store, Tây Sơn Street, Viet Tower, Dong Da District
- Parkson Department Store, Pham Hung Boulevard, Keangnam Hanoi Landmark Tower, Tu Liem District
- Big C Thăng Long Supercenter, Cau Giay District
- Metro AG, Tu Liem District
- The Garden Mall, Me Tri - My Dinh, Tu Liem District
- Vincom Shopping Galleries, Vincom Park Place, Hai Ba Trung District
- Ciputra Mall, Ciputra urban area, Tay Ho District
- Yen So Shopping Mall, Hoang Mai District

## Onderwijs
In de stad is onder andere de Nationale Universiteit van Vietnam (voormalige Hanoi universiteit) gevestigd. Deze universiteit staat precies op 21ste breedtegraad noord.

## Sport
In Hanoi ligt het Mỹ Đình Nationaal Stadion, het nationale stadion voor voetbal- en atletiekwedstrijden met een capaciteit van 40.192 plaatsen.

## Verkeer en vervoer
Hanoi heeft zijn eigen station aan de spoorlijn Hanoi - Ho Chi Minhstad.
Verder ligt het vliegveld Noi Bai International Airport 40 km ten noorden van Hanoi in het Soc Son District. Noi Bai is het enige internationale vliegveld voor de noordelijke regio's van Vietnam.

## Geboren in Hanoi
- Madeleine Moreau (1928-1995), Frans schoonspringster
- Perrette Pradier (1932-2013), Franse actrice
- Nguyễn Phú Trọng (1944-2024), president van Vietnam (2018-2021)
- Hoàng Xuân Vinh (1974), sportschutter

## Stedenbanden
Hanoi heeft stedenbanden met:
- Ankara (Turkije)
- Bangkok (Thailand)
- Fukuoka (Japan)
- Hongkong (China)
- Isfahan (Iran), sinds augustus 2011
- Jakarta (Indonesië), sinds augustus 2011
- Manilla (Filipijnen)
- Moskou (Rusland)[3]
- Palermo (Italië)
- Peking (China)
- Phnom Penh (Cambodja)[4]
- Seoel (Zuid-Korea), sinds 1996
- Toulouse (Frankrijk)
- Warschau (Polen)[5]

## Trivia
- Ongeveer 35 kilometer ten noorden van Hanoi, in xã Đại Thành in het district Hiệp Hoà van de provincie Bắc Giang, ligt het gehucht Hà Nội.

## Fotogalerij

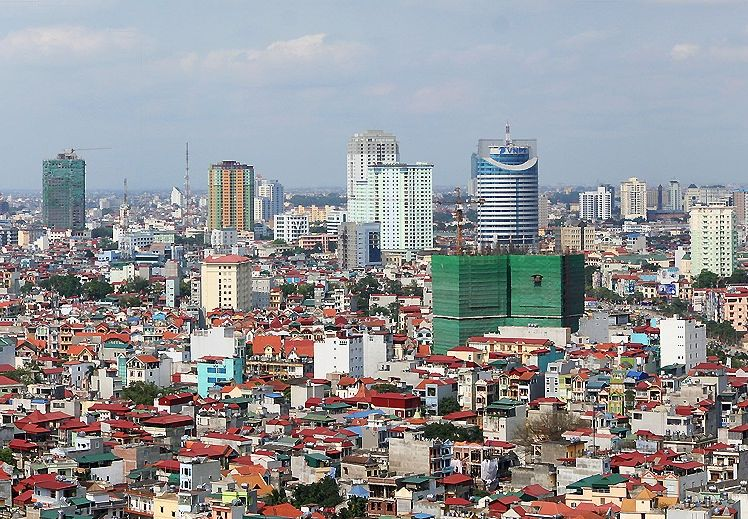
Stadsgezicht
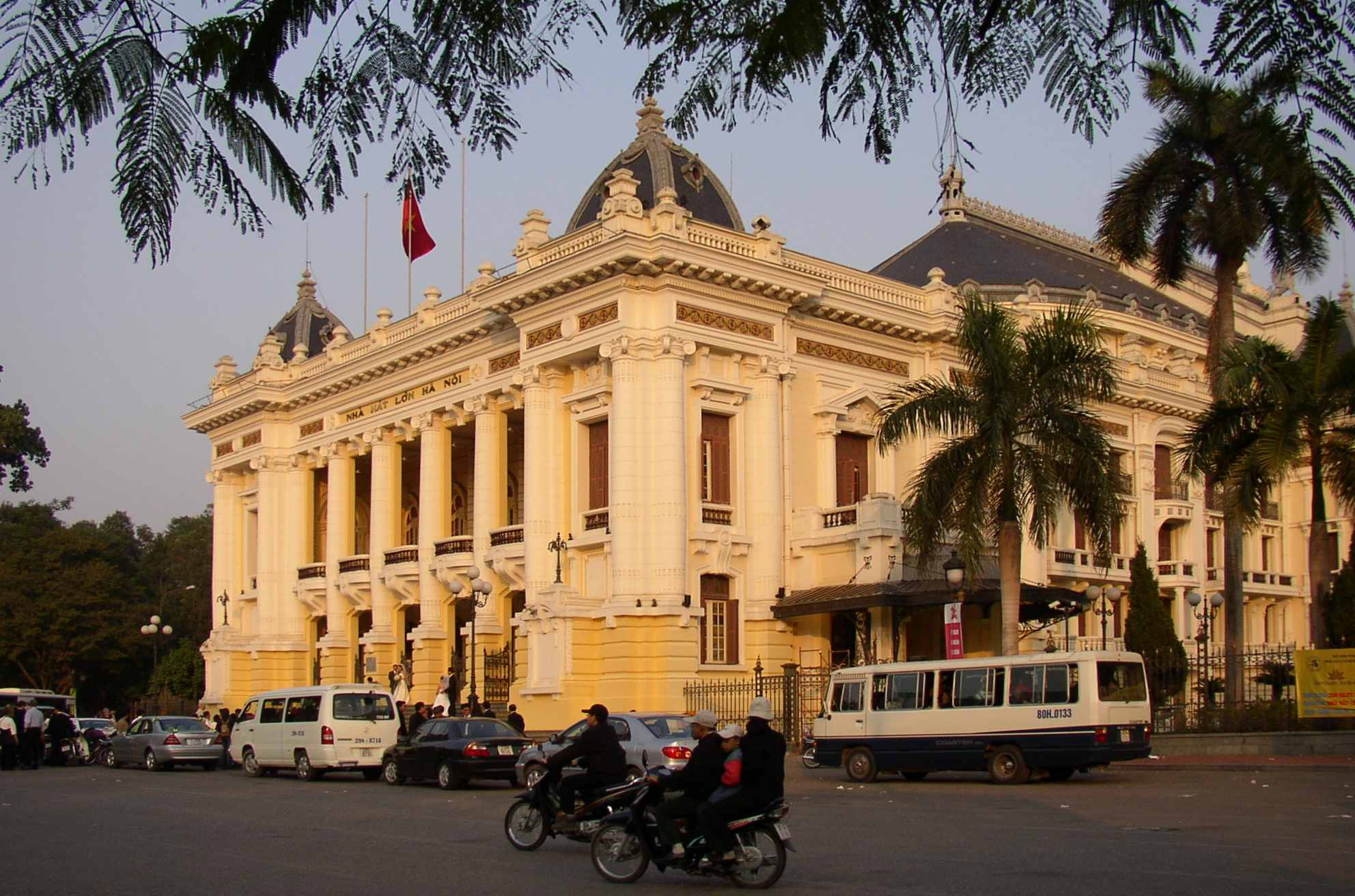
De Opera van Hanoi
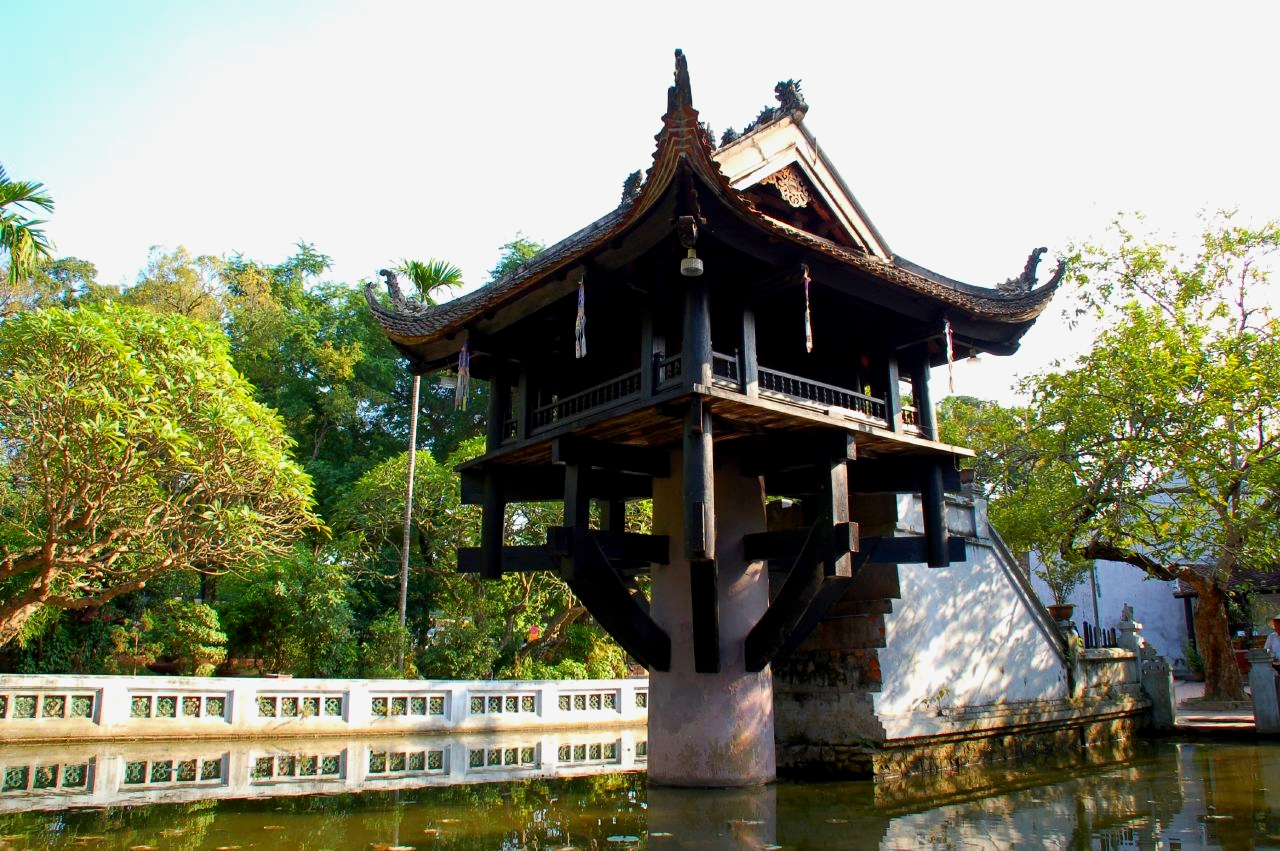
Chua Mot Cot
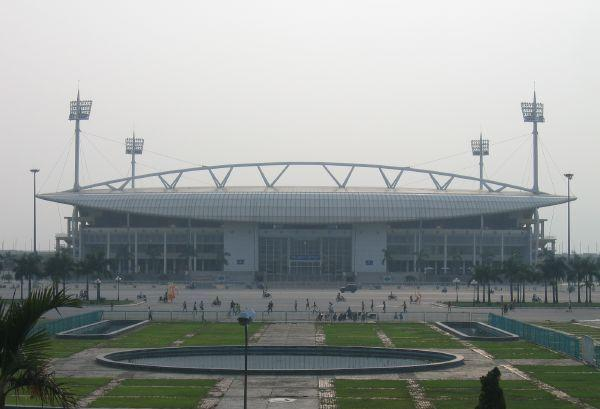
Mỹ Đình Nationaal Stadion
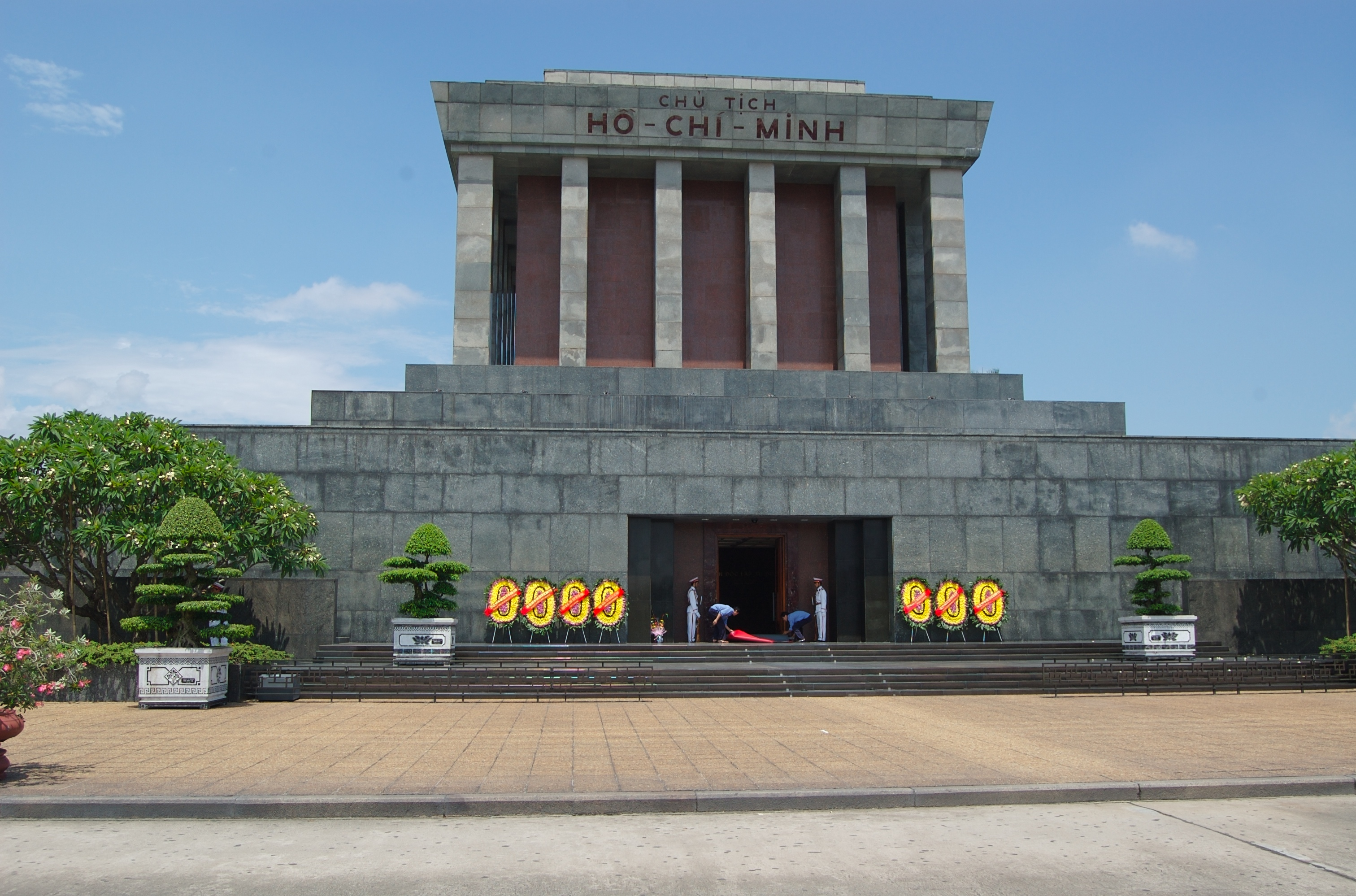
Het mausoleum van Hồ Chí Minh
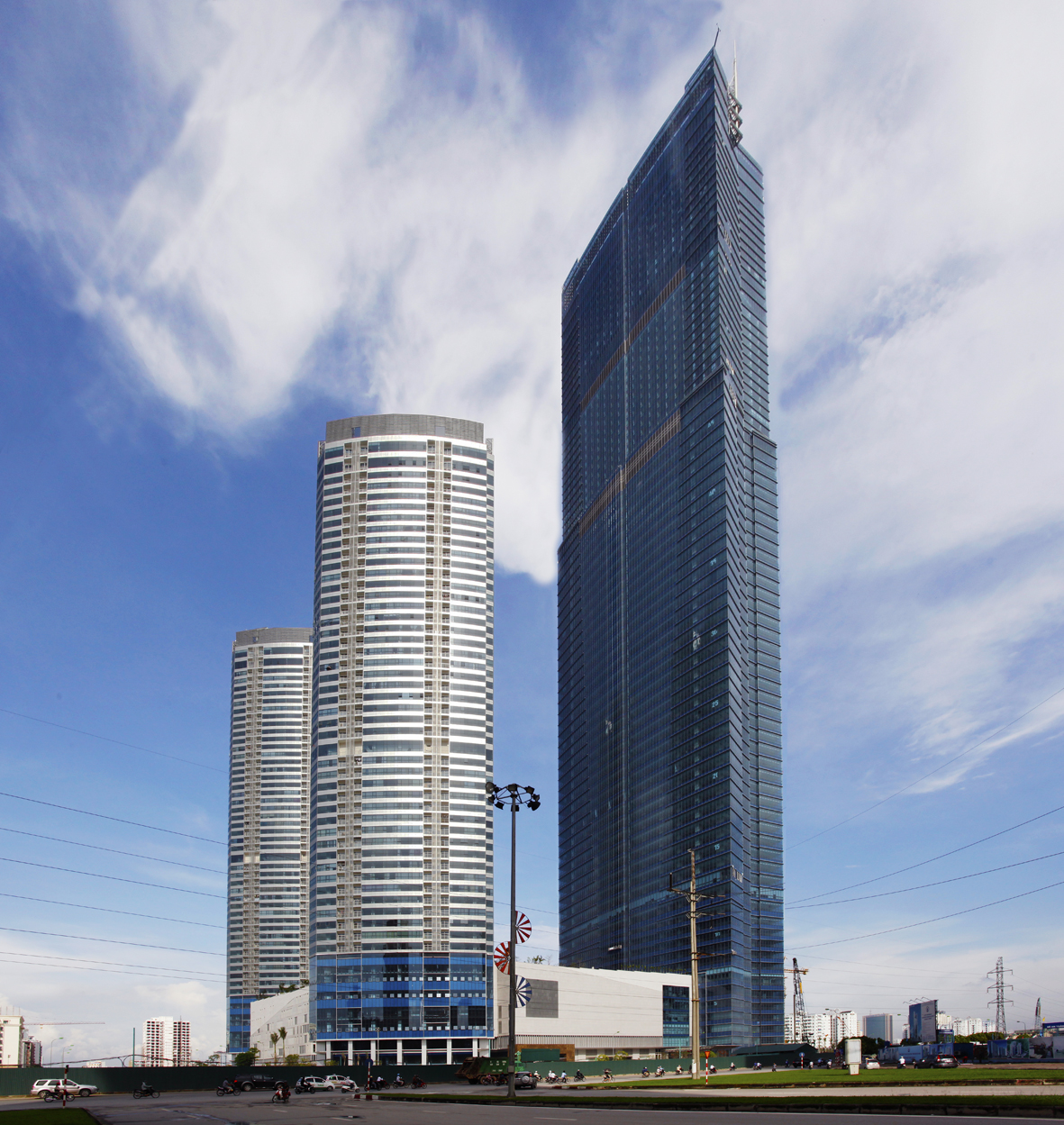
Keangnam Hanoi Landmark Tower, een van de hoogste gebouwen van Vietnam